# كلاريس فانس
كلاريس فانس (بالإنجليزية: Clarice Vance)‏ هي مغنية أمريكية، ولدت في 14 مارس 1870 في أوهايو في الولايات المتحدة، وتوفيت في 24 أغسطس 1961 بسبب مرض.

## وصلات خارجية
- كلاريس فانس على موقع IMDb (الإنجليزية)
- كلاريس فانس على موقع ميوزك برينز (الإنجليزية)
- كلاريس فانس على موقع ديسكوغز (الإنجليزية)